# فراشة الأخوات
فراشة الأخوات (الاسم العلمي: Adelpha)، جنس فراشات من فصيلة الحورائيات وفُصيلة الزوزقية، يمتد موطنها من جنوب الولايات المتحدة والمكسيك إلى أمريكا الجنوبية. ويرجع سبب تسميتها بالأخوات وإلى العلامات البيضاء على اجنحتها، والتي تشبه خمار الراهبة.